# Lac Donouzlav

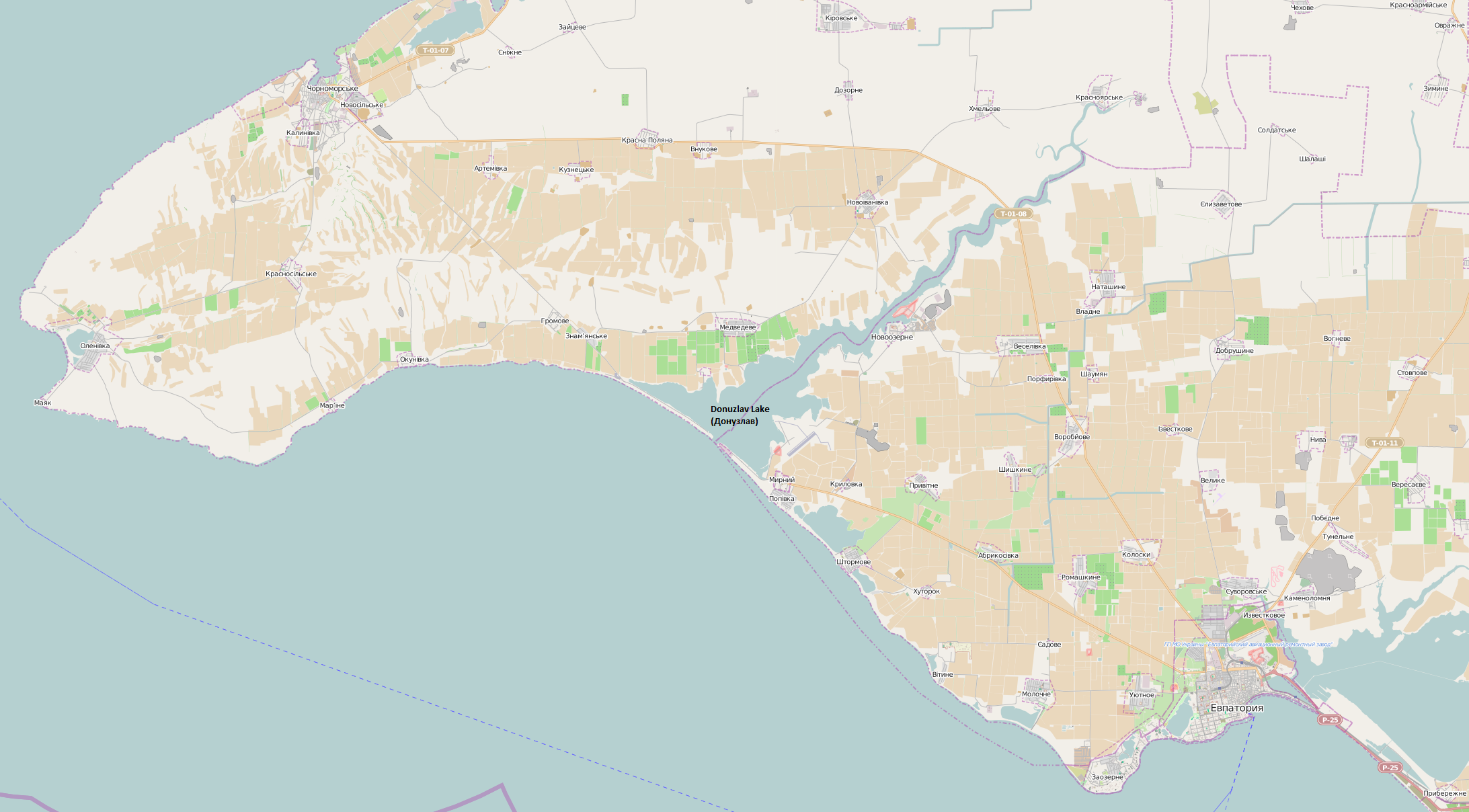
Le lac Donouzlav.

Le lac Donouzlav (en russe et ukrainien : Донузлав, en tatar de Crimée : Doñuzlav) est le lac le plus profond de Crimée. Il se situe dans l’ouest de la péninsule, dans le raïon de Tchornomorské. Sa superficie est de 48 km2.

## Description
Le lac communique avec la mer Noire depuis 1961, date à laquelle l’isthme qui le séparait de la mer a été rompu lors de la construction d’une base navale, transformant le lac en une baie de la mer Noire. À proximité de cette embouchure constituée ainsi artificiellement, l'eau saumâtre y est presque aussi salée que l'eau de mer voisine. Le 5 mars 2014, le croiseur russe Otchakov de la classe Kara, désarmé en 2008, est coulé volontairement pour bloquer l’accès du lac Donouzlav, où se trouve la base de la marine ukrainienne de Novoozerne. La base navale de Crimée (KVMB) qui faisait partie de la Flotte russe de la mer Noire jusqu'en 1996 a été recréée début décembre 2014, faisant suite au rattachement de la Crimée à la Russie.

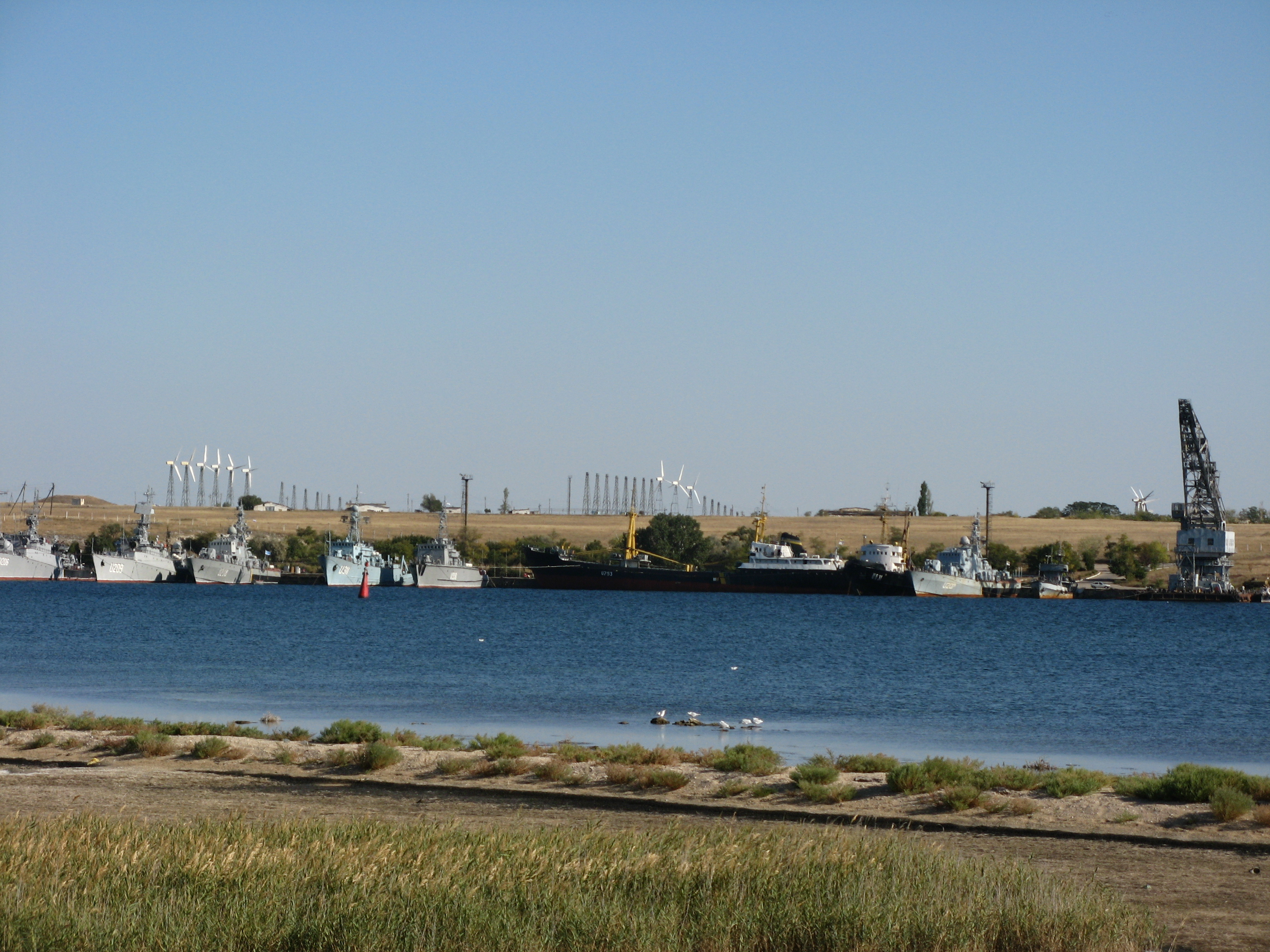
La marine ukrainienne en 2011.

## Attaques sur la base
Le 1er février 2024, le ministère de la Défense ukrainienne publie sur une vidéo selon laquelle des drones navals ont attaqué et coulé la corvette Ivanovets (Classe Tarantul) dans la nuit du 31 janvier au 1er février. La localisation serait dans ou près de ce lac selon H I Sutton.
Le 18 juillet 2024, nouvelle attaque de drones sur la base de gardes côtes du Lac Donouzlav qui endommage un dépôt de munitions, des positions de tir le quartier général de la base .